# 3-D Ultra NASCAR Pinball
3-D Ultra NASCAR Pinball es un videojuego de carreras lanzado en 1998 para Windows y Macintosh, y es el cuarto juego en la serie de videojuegos 3-D Ultra Pinball. También fue lanzado bajo el título 3-D Ultra Pinball: Turbo Racing. El juego ha recibido la clasificación «Todos» de parte del Entertainment Software Rating Board. El juego utiliza un motor gráfico mejorado, comparado con los títulos previos de 3-D Ultra Pinball, aprovechando la mayor profundidad de colores y resolución de hasta 800x600 píxeles. En el CD del juego los distribuidores han añadido textos y videos acerca de las carreras de NASCAR.

## Jugabilidad
Hasta cuatro jugadores pueden jugar una simulación de pinball virtual con temática de NASCAR.
Los jugadores tienen la opción de jugar una temporada completa de carreras como Dale Earnhardt, Bobby Labonte, Terry Labonte o Bill Elliott. El juego comienza con un minijuego en donde el jugador puede mejorar su auto para la carrera. Esto es seguido por una vuelta de calificación que determinará la posición inicial de los jugadores en la carrera. Cuando la carrera comience, los jugadores tendrán 5 bolas o hasta que el temporizador acabe para terminar la carrera. Fallar muchos blancos forzará al jugador a participar en un minijuego de parada en boxes, donde podrá reparar su vehículo para el resto de la carrera. La posición final del jugador en cada carrera quedará registrada a lo largo de toda una temporada de NASCAR.

## Recepción
Las reseñas de los juegos fueron generalmente positivas, con un puntaje promedio mayor a 60%. El juego recibió una nominación de la Academy of Interactive Arts & Sciences al premio al «título familiar de PC del año» durante la segunda edición de los premios anuales a los logros interactivos.

## Reseñas
GameZilla dijo que «3-D Ultra NASCAR Pinball es un juego bueno y sólido que es divertido de jugar». HappyPuppy le dio un 5 de 10. GameOver Game Reviews dijo «una experiencia disfrutable», dándole un puntaje de 70%.